# En samling sånger
En samling sånger är ett samlingsalbum från 2003 av Lisa Ekdahl.

## Låtlista
Alla sånger utom spår 16 är skrivna av Lisa Ekdahl.
1. Nästa dag
2. Öppna upp ditt fönster
3. Med kroppen mot jorden
4. Vem vet
5. Bortom det blå
6. Sanningen i vitögat
7. Du var inte där för mig
8. Svag för din skönhet
9. Benen i kors
10. Skäl att vara motvalls
11. Du sålde våra hjärtan
12. Två lyckliga dårar
13. Jag tror han är en ängel
14. Sakta sakta
15. Att älska är större
16. Papillas samba (Cornelis Vreeswijk)
17. Slumra in

## Listplaceringar
| Lista (2003-2004) | Topplacering |
| ----------------- | ------------ |
| Danmark           | 4            |
| Norge             | 13           |
| Sverige           | 15           |